# Anja Silja
Anja Silja (Berlín, 17 d'abril de 1940) és una soprano alemanya. Hi ha hagut certa controvèrsia sobre el seu any de naixement, amb algunes fonts que assenyalen l'any 1935, però ella mateixa ha insistit que l'any correcte és el 1940.

## Carrera professional
Anja Silja va començar la seua carrera operística a edat molt primerenca, en tenir el seu mateix avi, Egon van Rijn, com a mestre de cant. Va cantar Rosina de El barber de Sevilla, de Rossini, a la Deutsche Oper Berlin l'any 1956. La seua carrera internacional va iniciar-se amb el paper de Reina de la Nit de La flauta màgica, de Mozart, al Festival d'Ais de Provença de 1959.
Entre els papers que ha interpretat es troben Salomé i Herodies de Salomé, de Strauss, Elektra, de l'òpera homònima de Strauss, Isolda a Tristan und Isolde, de Richard Wagner, Senta a Der fliegende Holländer, de Wagner, Elisabeth i Venus, a Tannhäuser, Elsa i Ortrud de Lohengrin, Freia, Sieglinde i Brünnhilde de Der Ring des Nibelungen, Mère Marie i Madame de Croissy (el paper amb el qual va debutar a La Scala) a Dialogues des Carmélites, de Francis Poulenc, Marie a Wozzeck, d'Alban Berg, Lulu i Gräfin Geschwitz a Lulu, de Berg, Kostelnička a Jenůfa, de Leoš Janáček, Emilia Marty a El cas Makropoulos, de Janáček, Leonora a Fidelio, de Beethoven (el paper amb el qual va debutar al Metropolitan Opera), Desdemona a Otello, de Verdi, el príncep Orlovsky a Die Fledermaus, de Johann Strauß i Hanna Glawari a La vídua alegre, de Franz Lehár.
Per la seva trajectòria al teatre des de 1967, se li concedí la Medalla d'Or del Gran Teatre del Liceu de Barcelona, el gener de 2012.

## Vida personal
Va mantenir una relació sentimental amb Wieland Wagner, que la va convertir en un dels pilars del Nou Bayreuth des de l'any 1960 fins a la mort de Wieland, el 1966. Després va mantenir una relació amb el director d'orquestra francès André Cluytens, que morí l'any 1967. Va casar-se amb el director d'orquestra alemany Christoph von Dohnányi, amb qui va tenir tres fills. La seua carrera operística va perdre força en el període en què Dohnányi es va fer càrrec de l'Orquestra de Cleveland i els seus fills eren petits, però la va reprendre uns anys després. El seu matrimoni va acabar en divorci en la dècada del 1990.
Resideix a París, on va adquirir la casa on va viure Cluytens.
L'any 1999 es va publicar la seua autobiografia, amb el títol Die Sehnsucht nach dem Unerreichbaren (L'enyorança de l'inassequible).

## Discografia
- Richard Wagner
  - Der fliegende Holländer (Crass; Sawallisch, 1961) [enregistrament en viu] Philips
  - Lohengrin (Varnay, Thomas, Vinay; Sawallisch, 1962) [enregistrament en viu] Philips
  - Tannhäuser (Bumbry, Windgassen; Sawallisch, 1962) [enregistrament en viu] Philips
  - Das Rheingold (Windgassen, Adam; Böhm, 1967) [enregistrament en viu] Philips
  - Götterdämmerung (Nilsson, Windgassen; Böhm, 1967) [enregistrament en viu] Philips
  - Der fliegende Holländer (Adam, Talvela; Klemperer, 1968) EMI
  - Die Walküre (Schnaut, Marc, Elming, Hale; Dohnányi, 1992) Decca Records
- Ludwig van Beethoven
  - Fidelio : fragments (Sergi; Matacic, 1964) Eurodisc
- Giacomo Puccini
  - Tosca: fragments [en alemany] (King, Fischer-Dieskau; Maazel, 1966) Decca Records
- Alban Berg
  - Lulu : Lulu-Suite.
  - Lulu (Faßbaender, Berry, Hotter; Dohnányi, 1976) Decca Records
  - Wozzeck (Wächter; Dohnányi, 1979) Decca Records
- Richard Strauss
  - Salomé : escena final (Dohnányi, 1973) Decca Records
  - Salomé (Nielsen, Hale; Schønwandt, 1997) Chandos Records
- Arnold Schönberg
  - Erwartung; Sechs Lieder (Dohnányi, 1979) Decca Records
  - Pierrot Lunaire (Craft, 1999) Koch Entertainment
  - Erwartung (Craft, 2000) Koch Entertainment
- Hans Werner Henze
  - La Cubana (Latham-König, 1982) Wergo
- Kurt Weill
  - Apogeu i caiguda de la ciutat de Mahagonny (Schlemm, Neumann; Latham-König, 1985) Capriccio
  - Die sieben Todsünden (Nowak, 2002) hänssler
- Leoš Janáček
  - Jenůfa (Mattila, Silvasti, Hadley; Haitink, 2001) [enregistrament en viu] Erato Records

## Filmografia
- Ludwig van Beethoven
  - Fidelio (Popp, Cassilly, Adam; L.Ludwig, Hess, 1968)
- Leoš Janáček
  - Jenůfa (R.Alexander; A.Davis, Lehnhoff, 1989) [enregistrament en viu]
  - El cas Makropoulos (Tear; A.Davis, Lehnhoff, 1995) [enregistrament en viu]
- Richard Strauss
  - Salomé (Malfitano, Terfel; Dohnányi, Bondy, 1997) [enregistrament en viu]